# Franco Marenco
Franco Marenco (Torino, 1º agosto 1935) è un critico letterario e anglista italiano.

## Biografia
Lettore di lingua italiana all'Università di Reading e all'Università di Birmingham (1960-68), è stato professore ordinario di Letteratura Inglese dapprima a Perugia (1968-74) e in seguito a Genova (1974-80). Dal 1980 è stato titolare della cattedra di Letteratura Inglese alla Facoltà di Lettere e Filosofia dell'Università di Torino. Dal 1998 ha assunto la cattedra di Letterature Comparate, una delle prime in Italia, presso la medesima Facoltà, nella quale ha fondato i corsi di laurea in Culture e Letterature del Mondo Moderno (classe delle lauree in Lettere) e laurea magistrale in Culture Moderne Comparate (classe di Filologia Moderna), anche in questo caso un unicum in Italia. In seguito al pensionamento nel 2009,  è stato nominato professore emerito dell'Università di Torino e socio dell'Accademia delle Scienze di Torino, della quale è stato vice presidente per il triennio 2012-15 e direttore della classe di Scienze morali, storiche e filologiche dal 2009 al 2012. È stato presidente dell'Associazione Italiana di Anglistica dal 1979 al 1981 e dal 1985 al 1999. Studioso di letteratura inglese, ha diretto la Storia della civiltà letteraria inglese della UTET, ha curato l'edizione di Nuovo Mondo. Gli inglesi. 1496-1640 pubblicata ne I millenni (Torino, Einaudi, 1980), Il personaggio nelle arti della narrazione (Roma, Edizioni di storia e letteratura, 2007), e opere di Joseph Conrad, Oscar Wilde, Harold Pinter, Tom Stoppard, Percy Bysshe Shelley, Ben Jonson, Charles Darwin per editori quali Mursia, Garzanti, Longanesi.

## Opere principali
- Arcadia puritana: l'uso della tradizione nella prima Arcadia di Sir Philip Sidney, Bari, Adriatica, 1968; nuova edizione Roma, Edizioni di storia e letteratura, 2006
- La parola in scena: la comunicazione teatrale nell'età di Shakespeare,	Torino, UTET, 2004
- Attualità e inattualità di Shakespeare, con interventi di Nadia Fusini e Piero Boitani, Torino, Nino Aragno, 2018